# 西南邊疆區

俄羅斯帝國之西南邊疆區

西南邊疆區（俄语：Юго-западный край），又名基輔總督區或基輔、波多利亞暨沃利尼亞總督區（俄语：Киевское, Подольское и Волынское генерал-губернаторство），是一個自1834年至1912年存在於俄羅斯帝國之行政區劃。由於右岸烏克蘭龐大的非俄羅斯人口（如小俄羅斯人、波蘭人、猶太人等），它在俄羅斯帝國中有著特殊的地位。

## 組成
西南邊疆區最初由基輔省、波多利亞省、沃利尼亞省組成。1881年後，波爾塔瓦省和切爾尼戈夫省實際上亦由本區管轄。1912年，海烏姆省自波蘭會議王國轉隸本區。